# Laškovce
Laškovce (in ungherese Lask) è un comune della Slovacchia facente parte del distretto di Michalovce, nella regione di Košice.